# 9528 Küppers
9528 Küppers è un asteroide della fascia principale. Scoperto nel 1981, presenta un'orbita caratterizzata da un semiasse maggiore pari a 2,8763261 au e da un'eccentricità di 0,0713084, inclinata di 2,21491° rispetto all'eclittica.
L'asteroide è dedicato al planetologo Michael Küppers.